# 野村敏雄
野村 敏雄（のむら としお、1926年11月28日 - 2009年6月30日）は、日本の作家。
現在の東京都新宿区の生まれ。明治学院大学英文科卒。長谷川伸の新鷹会に所属。1955年「老眼鏡と土性骨」で直木賞候補。1986年「安永三年の絵師」でサンケイ児童出版文化賞受賞、2001年第36回長谷川伸賞受賞。
時代小説のほか麻雀小説も書き、漫画の原作になっている。

## 著書
- 幻十郎鷹 聖岳伝奇 和同出版社 1958 のち春陽文庫
- 鮎之介颯爽記 光風社 1960 のち春陽文庫
- 夜を賭けろ 章書房 1960（映画「さすらいの賭博師」原作）
- 城  東方社 1966
- 人生の言葉 名言365日（編）新星出版社 1968
- 世界の故事ことわざ（編）新星出版社 1968
- 学習・受験のための日本世界文学事典（編）新星出版社 1968.7
- 生きている名言 日本・世界200人の偉人（編）新星出版社 1969
- 武田信玄 その人と生涯 金園社 1970
- 御意見無用街 桃園書房 1971
- 麻雀水滸伝 桃園書房 1972
- 賭博放浪記 1973 (双葉新書)
- 女犯地獄 1973 (春陽文庫)
- 麻雀太平記 桃園書房 1973
- おおかみ小平太  国土社 1974 (国土社の創作児童文学)
- 麻雀遊侠伝 桃園書房 1974
- 萩士族悲話 国土社 1975 (国土社・ノンフィクション全集)
- 異聞忍者列伝 1975 (春陽文庫)
- 反江戸獄門党 1976 (春陽文庫)
- 昭和遊侠伝 日本文華社 1976 (文華新書)
- 麻雀無頼伝 桃園書房 1977.1
- 六文銭梟将記 日本文華社 1977.6 (文華新書・小説選集) 「謀将・真田昌幸」
- 麻雀極道伝 桃園書房 1978.5
- 二本松少年隊 戊辰戦争と二本松藩 偕成社 1980.3 (歴史小説シリーズ)
- 復讐の雀鬼 1980.9 (双葉新書)
- 新宿裏町三代記 1982.11 (青蛙選書)
- 盗泉の獅子 1985.11 (春陽文庫)
- 安永三年の絵師 金の星社 1985.12 (文学の扉)
- 慶長群盗陣 1986.8 (双葉文庫)
- 裏町の七人の子どもたち 国土社 1987.4 (現代の文学)
- 浪人物語 逼塞の時代に人生を切り拓く男たちの実像 政界往来社 1987.11
- 武田信玄 勇将の情報と戦略 茜新社 1987.12
- 武田信玄 金の星社 1988.2
- 葬送屋菊太郎 新宿史記別伝 青蛙房 1989.5
- 新田義貞 武将太平記 双葉社 1991
- 新宿うら町おもてまち しみじみ歴史散歩 朝日新聞社 1993.10
- 諸国遊廓ばなし 毎日新聞社 1993.11 (ミューブックス)
- 源内が惚れこんだ男 近世洋画の先駆者・小田野直武 プレジデント社 1994.1
- 仁将 小説大谷吉継 PHP研究所 1996.10 「大谷吉継」文庫
- 宇喜多秀家 秀吉が夢を託した男 1996.9 (PHP文庫)
- 小早川隆景 毛利を支えた知謀の将 PHP研究所 1997.5 のち文庫
- 最後の幕臣 小説大久保一翁 PHP研究所 1998.6
- 秋山好古 明治陸軍屈指の名将 2002.11 (PHP文庫)
- 新宿っ子夜話 青蛙房 2003.3
- 伊庭八郎 遊撃隊隊長 戊辰戦争に散った伝説の剣士 2004.6 (PHP文庫)
- 明石元二郎 日露戦争を勝利に導いた「奇略の参謀」 2005.6 (PHP文庫)
- 小説武田三代記 信虎・信玄・勝頼、戦国最強軍団の光と影 2007.8 (PHP文庫)

## 参考
- 文藝年鑑2007
- 直木賞のすべて